# Locomotiva NoHAB AA16
La locomotiva NoHAB AA16 è la versione europea della locomotiva Diesel-elettrica statunitense della serie F di Electro-Motive Division. La locomotiva è stata adottata da varie aziende ferroviarie dell'Europa del centro-nord in varianti a rodiggio Co'Co' o (A1A)(A1A). Il produttore europeo principale è stato NoHAB e per questo le locomotive delle varie serie sono anche note come "le Nohab" sebbene un certo quantitativo sia stato costruito dalla Anglo-Franco-Belge (AFB).

## La serie "F" negli Stati Uniti d'America, progenitrice delle AA16

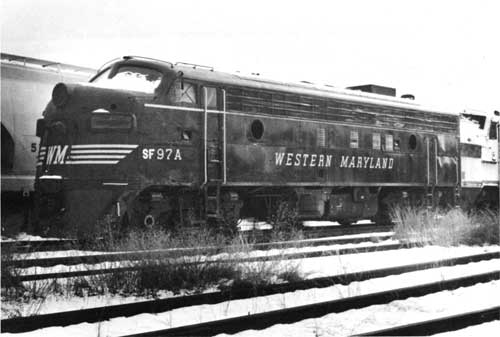
Locomotiva EMD tipo FP7 della ferrovia Western Maryland, progenitrice delle AA16

Nel 1939 la General Motors Electro-Motive Division sviluppò una nuova serie di locomotive Diesel-elettriche, la "serie FT", della potenza installata di 1500 CV, con motore a due tempi a 16 cilindri. Al motore era accoppiato un generatore di corrente continua che forniva alimentazione ai motori elettrici di trazione; il rodiggio era Bo'Bo'. La struttura della locomotiva era costituita da una cassa completamente chiusa montata su un telaio unico poggiante su due carrelli. Caratteristico era il frontale tondeggiante con un corto cofano anteriore e due finestrini di forma particolare che conferivano all'insieme l'aspetto di un "muso di cane bulldog". Il soprannome caratterizzò nel tempo tutte le locomotive derivate.
Il progetto era basato sul concetto di poter accoppiare più di una locomotiva a comando multiplo in modo da ottenere la potenza richiesta dal committente. Venne quindi prevista un'unità "A" dotata di una cabina di guida completa ad una sola estremità e un'unità "B" priva di cabine di guida da usare in accoppiamento. Un'unità di guida, potendo comandare fino a tre unità "B", permetteva di ottenere un complesso di trazione da 6000 CV.
Nel 1941 la General Motors acquisì la EMC e la Winton Engine Company incorporandole nella propria Electro-Motive Division (EMD). Nello stesso periodo venne introdotto il nuovo motore "567" che equipaggerà quasi tutte le locomotive GM-EMD fino al 1965.
Nel 1953 la EMD che aveva evoluto il progetto FT, nelle serie F2, F3, F7 ed F9 concepì anche le versioni per treno passeggeri denominate "FP7" ed "FP9" (la P significa passeggeri), dotate di una caldaia a vapore per il riscaldamento dei treni. Ciò comportò un allungamento del rotabile di oltre un metro rispetto alla versione per treni merci.
La potenza del motore "567" fu aumentata fino a 1.750/1.900 CV. Il modello ebbe un buon risultato anche ai fini dell'esportazione; 26 locomotive (B60 VicRail) derivate dal tipo F7 vennero costruite da Clyde Australien in Australia, 203 unità vennero costruite in Europa derivandole dal tipo F7 o F9. Il motore, la cassa e parti essenziali della sezione elettrica di potenza erano forniti dalla General Motors di La Grange (Illinois).

## Premesse
All'inizio degli anni cinquanta si presentò, per molte amministrazioni ferroviarie europee, la necessità di procedere allo svecchiamento del proprio parco trazione e soprattutto quello di sostituire la trazione a vapore quantomeno sulle direttrici fondamentali allo scopo soprattutto di contenere le spese di esercizio gravate dal costo del carbone. Solo poche nazioni, quali Gran Bretagna, Germania, Francia e Italia avevano industrie in grado di costruire motori a combustione interna di elevata potenza e sistemi di trasmissione del moto in grado di permetterne l'uso per la costruzione di locomotive ferroviarie. I Paesi che non potevano vantare una simile capacità industriale (anche se alcuni di essi avevano un notevole esperienza nella produzione di locomotive a vapore) si rivolsero al mercato americano che già da prima della guerra aveva sviluppato locomotive Diesel-elettriche di grande potenza. Soprattutto il colosso industriale americano General Motors non perdette l'occasione propizia e allacciò contatti con molte aziende europee per usarle come concessionarie o licenziatarie dei propri prodotti.
Artefice dello sviluppo della costruzione in Europa delle locomotive GM-EMD fu la fabbrica di locomotive svedese "Nydqvist och Holm AB" (NoHAB) di Trollhättan che ottenne le licenze per la costruzione di locomotive Diesel nel 1949. Questo comportò la rivisitazione del progetto rispetto alla versione che la EMD aveva sviluppata per le ferrovie dell'Australia in modo da adattarne le caratteristiche alle specifiche europee (UIC), differenti rispetto a quelle USA; era necessario il rispetto della sagoma limite e necessitava un abbassamento del peso assiale. Venne così sviluppato il "tipo AA 16" i cui carrelli furono triassiali per contenere entro i limiti la massa per asse del rotabile.
Le modifiche esteriormente più appariscenti furono la risagomatura del tetto, rispetto alle locomotive d'oltreoceano, aumentandone la curvatura verso il basso che accentuava la forma ad "occhio" dei due parabrezza anteriori. Fu anche modificato il sistema di aggancio eliminando il gancio automatico e applicando in sua vece il gancio di trazione classico, fu irrobustito il frontale dal tipico "muso" anteriore per aumentarne la capacità di assorbimento dell'impatto in quanto dovevano essere montati gli organi europei di repulsione. In virtù di tale lavoro di "riprogettazione" operato le locomotive Diesel-elettriche delle varie versioni europee presero il nome di "locomotive NoHAB". L'adattamento del progetto venne sfruttato anche dalla AFB di La Croyére (Belgio) per la costruzione delle sue locomotive.
Nella costruzione vennero coinvolte varie industrie locali quali la Smit olandese, la Frichs, la Thrige e la Titan belga, la ASEA svedese.

## Fornitura alle committenti
Le locomotive proposte suscitarono l'interesse di varie società europee che manifestarono anche diverse esigenze d'esercizio e di trazione dei treni. Il progetto venne quindi adattato alle richieste delle committenti nella configurazione dei motori elettrici di trazione e della potenza installata e vennero apportate piccole varianti di allestimento pur rimanendo nell'ambito del progetto originario. Complessivamente sono state prodotte 203 locomotive tipo AA16 nelle varie versioni.

### Le NoHAB in Danimarca

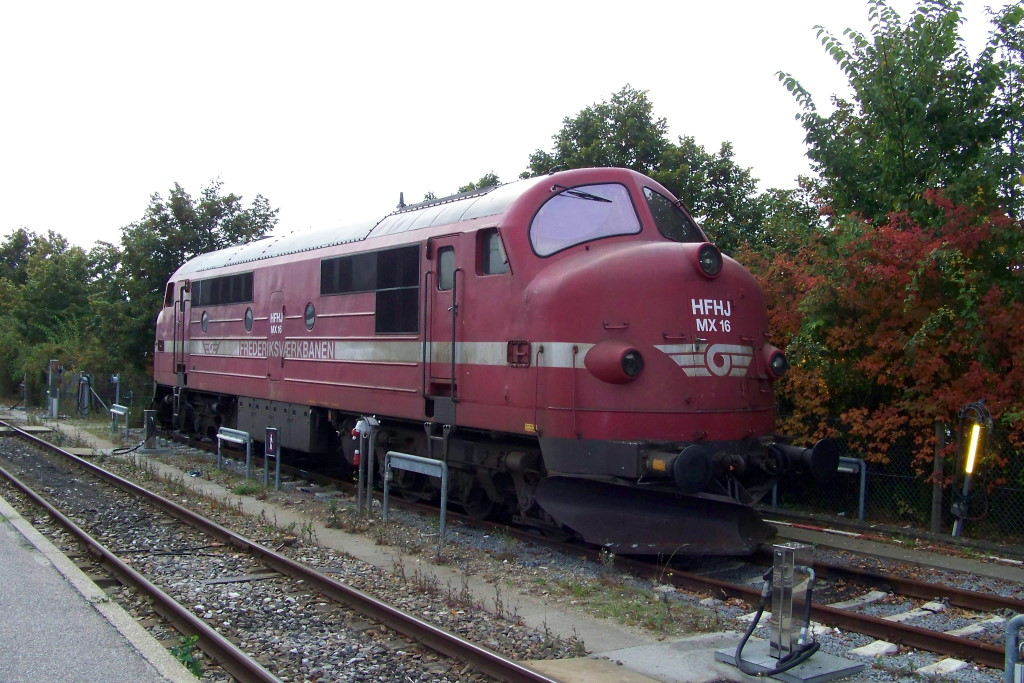
Locomotiva MX 16 delle ferrovie danesi

Le Ferrovie della Danimarca, DSB, avendo programmata sin dalla fine degli anni quaranta la sostituzione delle locomotive a vapore, furono le prime in Europa ad adottare locomotive tipo AA16 costruite da NoHAB. Nel 1952 venne esperito un ordine per la fornitura di 4 unità che entrarono in servizio due anni dopo, immatricolate come locomotive MY 1101-1104; la prima unità (MY 1101) fu consegnata il 7 febbraio del 1954, le restanti tre nel corso dell'anno. La configurazione scelta fu quella con rodiggio (A1A)(A1A), cioè con due sale motorizzate per carrello e asse centrale portante dato che le loro linee erano in gran parte pianeggianti. Il motore usato fu il 567B tarato a 1250 kW; la massa totale del rotabile risultò contenuta in 98,6 t. Visto il risultato soddisfacente seguì la fornitura di ulteriori 55 unità di cui la 1105 uguale alle precedenti. Le seguenti locomotive, MY 1106-1144, furono dotate del motore più potente 567C tarato a 1435 kW; le consegne avvennero tra il 1955 e il 1958. L'ultimo lotto di locomotive dalla 1145 alla 1159, consegnato tra 1964 e 1965 ebbe il motore 567D1 tarato alla stessa potenza delle precedenti unità. Anche l'industria danese fu coinvolta nella produzione: la "Frichs" costruì cassa e carrelli, "Thrige" e "Titan" realizzarono parte dell'equipaggiamento elettrico ma il tutto venne ugualmente montato a Trollhattan, in Svezia. L'ultima unità, la MY 1159, venne consegnata il 15 giugno del 1965. Tre anni dopo, nel 1968, le 5 unità della prima serie con motore 567B, meno potenti, vennero ricollocate nel gruppo MV.
Per far fronte alle necessità di alcune linee secondarie venne sviluppata anche una versione alleggerita a solo 15 t per asse che fu immatricolata come serie MX. Un totale di 45 locomotive venne acquistato tra il 1960 e il 1962 (MX 1001-1045). Le locomotive risultarono più corte di 60 cm, più leggere e meno potenti con 1115 kW di potenza installata; avevano inoltre i carrelli più corti con un passo di 3.400 mm (anziché 4.000 mm) e si distinguevano dalle altre macchine per la presenza di soli tre oblò per fiancata.  Tutte le locomotive delle diverse forniture erano atte al comando multiplo. Il parco macchine "NoHAB" a fine fornitura aveva raggiunto le 104 unità (totale delle serie MY, MZ e MV). Come per la maggioranza dei rotabili danesi le locomotive ebbero fino al 1972 la livrea di colore marrone.
Dal 1986 è iniziato l'accantonamento o l'alienazione dell'intero gruppo; l'operazione si è conclusa nel 2001 ma molte unità sono state acquisite da numerose ferrovie private danesi in quanto ben 65 di esse furono proposte sul mercato dell'usato.
Nelle ferrovie private danesi erano ancora presenti (nel 2003) ben 23 locomotive in uso per trasporto merci e un treno passeggeri regolare con NoHAB vi ha circolato nel gennaio 2006.
Molte locomotive sono state vendute ad altre aziende ferroviarie europee in Scandinavia (23 unità presenti nel 2003) o trasferite nei paesi balcanici in cui continuano ad essere utilizzate.

### Le NoHAB in Norvegia

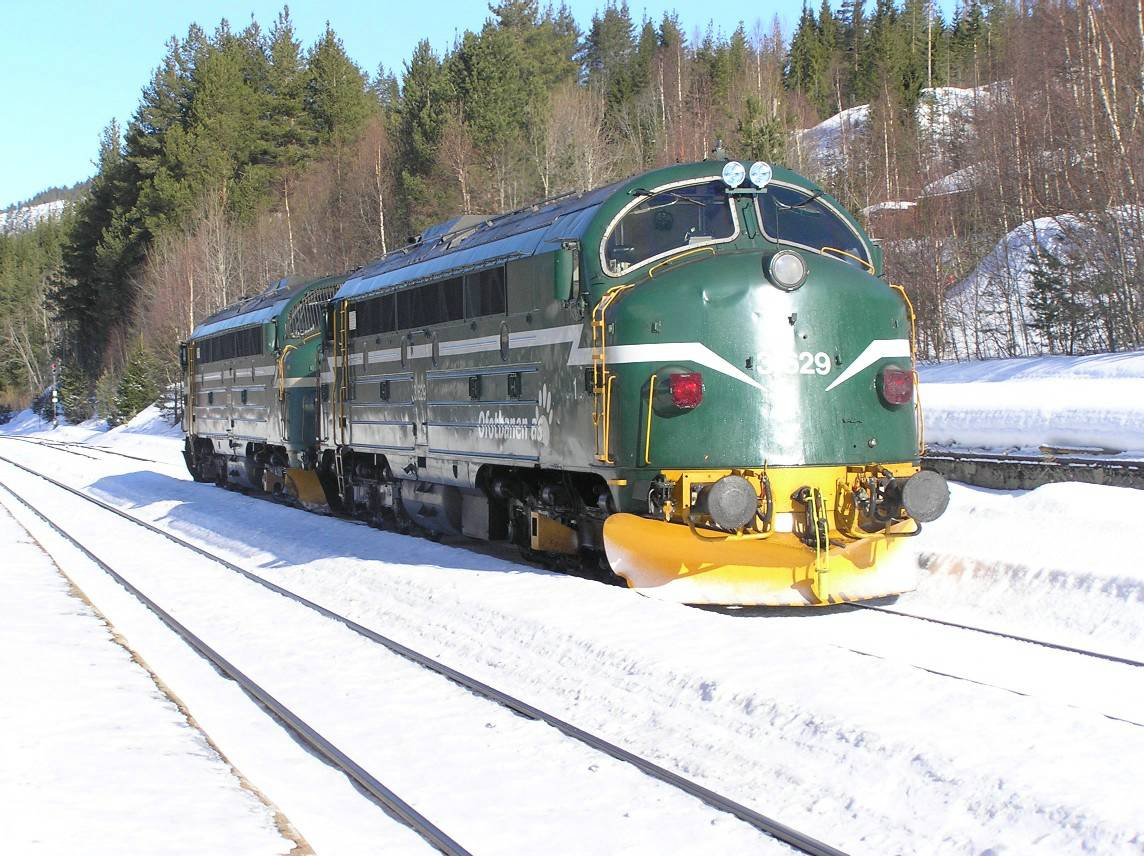
Locomotive Di.3 accoppiate a comando multiplo sulla linea Ofotbanen, in Norvegia

Le Ferrovie norvegesi provarono a lungo, nell'area di Trondheim, un prototipo NoHAB fornito dall'industria nel 1954 prima di decidere l'acquisto perfezionato nel 1957 di un primo lotto di locomotive che vennero immatricolate nel gruppo Di.3. Il prototipo era dotato del motore 567B ma i motori elettrici di trazione erano di costruzione Allmänna Svenska Elektriska Aktiebolaget (ASEA) e il rodiggio C'o C'o; per il resto la macchina era del tutto uguale alle contemporanee fornite alle ferrovie danesi venne immatricolata come Di.3 601. Il gruppo di fornitura, in tutto 19 unità immatricolate Di.3 603-621 invece venne dotato del motore 567C e immesso in servizio sulla ferrovia Trondheim-Bodø, di circa 729 km, asse portante di tutto il sistema ferroviario della Norvegia che raggiunge e supera il Circolo polare artico e sulle altre linee non elettrificate della NSB, la Oslo-Bergen e la linea di Dovre. L'importante prova fornita nell'esercizio in condizioni severissime diede prova dell'affidabilità delle macchine; nel 1965 vennero immesse in servizio ulteriori unità, le Di.3 624-629 con motore 567D1; nel 1969 la serie Di.3 630-633 ebbe il motore dell'ultima serie 567E. La taratura comunque venne mantenuta per tutti a 1305 kW.
Tra il 1958 e il 1959 le NSB vennero contattate dalla NoHAB che proponeva l'acquisto di un gruppo di locomotive approntate per le ferrovie finlandesi ma delle quali non si era concretizzato l'acquisto. Il prototipo e due unità che erano state realizzate per lo scartamento largo e con rodiggio (A1A)(A1A) vennero riconvertite a scartamento normale e prese, prima a noleggio e poi, nel 1960, acquistate; divennero le Di.3 641, 642, 643 sottogruppo "b" in quanto differenti dal resto delle macchine norvegesi. Le restanti due macchine ancora incomplete vennero modificate in corso d'opera e realizzate con il rodiggio Co' Co'. Furono immatricolate come Di.3a 622 e 623. Le "finlandesi mancate" vennero tuttavia uniformate alle altre macchine NoHAB del parco norvegese in quanto al rapporto di trasmissione, in modo da limitarne la velocità massima a 105 km/h e alla potenza del motore, limitata a 1305 kW.
Per il riscaldamento delle carrozze viaggiatori si optò per l'utilizzo di un gruppo "motogeneratore" al posto della caldaia prevista in modo da attivare il REC. Gli accantonamenti iniziarono nel 1987 per concludersi con l'ultimo servizio effettuato il 26 dicembre del 2000. Il programma di accantonamento prevedeva la conclusione entro il 1996 ma il cattivo risultato riportato dalle dodici nuove macchine Di.6, costruite da MaK/Siemens, che condusse alla rescissione del contratto da parte delle NSB e alla loro restituzione, tenne ancora in vita le infaticabili NoHAB. La livrea iniziale delle Di.3 fu verde scuro; in seguito vennero ricolorate in rosso.

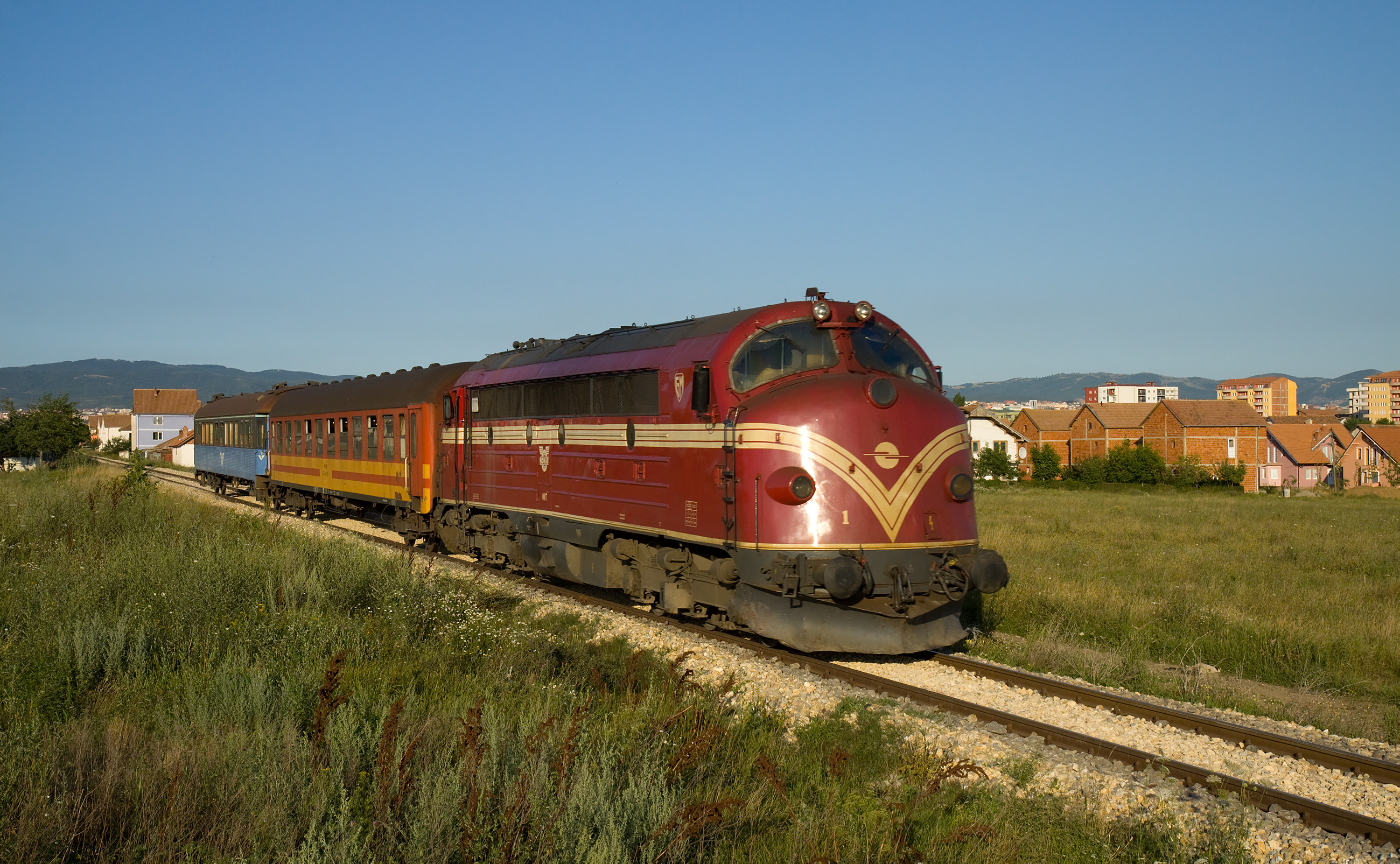
Locomotive NoHAB gruppo Di.3 delle Ferrovie norvegesi donate alle Ferrovie del Kosovo

Quattro unità Di.3 già accantonate in Norvegia, nel 2001, sono state cedute come aiuto per la ricostruzione delle Ferrovie del Kosovo (oggi Trainkos). Rimesse in ordine di marcia esse formano oggi la spina dorsale delle ferrovie locali utilizzate sia per treni merci che per il treno viaggiatori internazionale intercity per la Macedonia.

### Le AA16 nel Belgio
L'acquisto di locomotive "NoHAB" da parte delle Ferrovie del Belgio, SCNB, fu preceduta da un'intensa serie di prove effettuate, nel 1953, con una locomotiva costruita direttamente dalla casa madre, la EMD. La locomotiva faceva parte di una fornitura all'United States Army Transportation Corps stanziato in Germania.
Per la costruzione delle locomotive, in tutto 40 unità, le Ferrovie del Belgio si rivolsero, nello stesso anno 1953, ad un produttore belga, la società Anglo-Franco-Belge (AFB) che aveva acquisito una sub-licenza dalla licenziataria ufficiale e produttrice, per il mercato europeo, NoHAB; i motori, del tipo 567C tarato a 1265 kW, vennero forniti direttamente dalla General Motors. Le unità vennero divise in due gruppi, il 202 (in seguito cambiato in gruppo 52) dotato di caldaia per il riscaldamento a vapore e il 203 (in seguito gruppo 53) privo di caldaia. La consistenza numerica era di 22 unità del primo tipo e 18 unità del secondo.
Quattro delle unità previste del primo gruppo vennero cedute alle Ferrovie del Lussemburgo quando ancora erano in corso di allestimento in fabbrica e per completarne il numero vennero ordinate ulteriori quattro locomotive, consegnate nel 1957, la cui caratteristica differente era rappresentata dal motore 567C tarato a 1400 kW e da un rapporto di trasmissione al ponte più "lungo"; le macchine, in grado di raggiungere la velocità massima di 140 km/h vennero distinte dalle altre creando il gruppo 204.001-004 (in seguito divenuto gruppo 54). In seguito all'ordine venne presa anche la decisione di potenziare e modificare in maniera analoga quattro delle locomotive 202, le unità 015, 016 ,017 e 018 divenute così 204.005-008.
L'accantonamento delle "NoHAB" belghe è iniziato negli anni ottanta; alcune unità non destinate alla demolizione sono state ammodernate con la cabina di guida flottante per renderla più confortevole.

### Le NoHAB lussemburghesi
Le locomotive per il Lussemburgo hanno un'origine legata alla commissione effettuata dalle Ferrovie del Belgio delle proprie unità dotate di caldaia di riscaldamento; infatti durante la loro costruzione quattro di esse vennero ricollocate, previa modifica, presso le Ferrovie del Lussemburgo assumendo la marcatura di immatricolazione nel gruppo CFL 1600. Poche le differenze, la più evidente il posto di guida a destra (anziché a sinistra come sul resto delle locomotive).
Le locomotive sono state utilizzate prevalentemente alla trazione di treni viaggiatori internazionali; il loro accantonamento è iniziato nel 1985 concludendosi dieci anni dopo (1995).

### Le NoHAB "finlandesi"
Nel 1958 la NoHAB, nell'intento di invogliare le Ferrovie della Finlandia alla scelta della propria offerta, approntò un'unità prototipo a scartamento largo (1524 mm) e rodiggio (A1A)(A1A) in grado di raggiungere la velocità massima di 143 km/h e la inviò per effettuare prove. Nella convinzione di riuscire nell'intento furono approntate altre due unità ma ben presto ci si rese conto che motivazioni politico-finanziarie ne impedivano la conclusione; vennero contattate le NSB che acconsentirono a rilevarle prima a nolo e poi, nel 1960 in acquisto. Sulla rete finlandese circolò solo la locomotiva prototipo per circa un anno dopodiché venne restituita.

### Locomotive M61, le NoHAB magiare

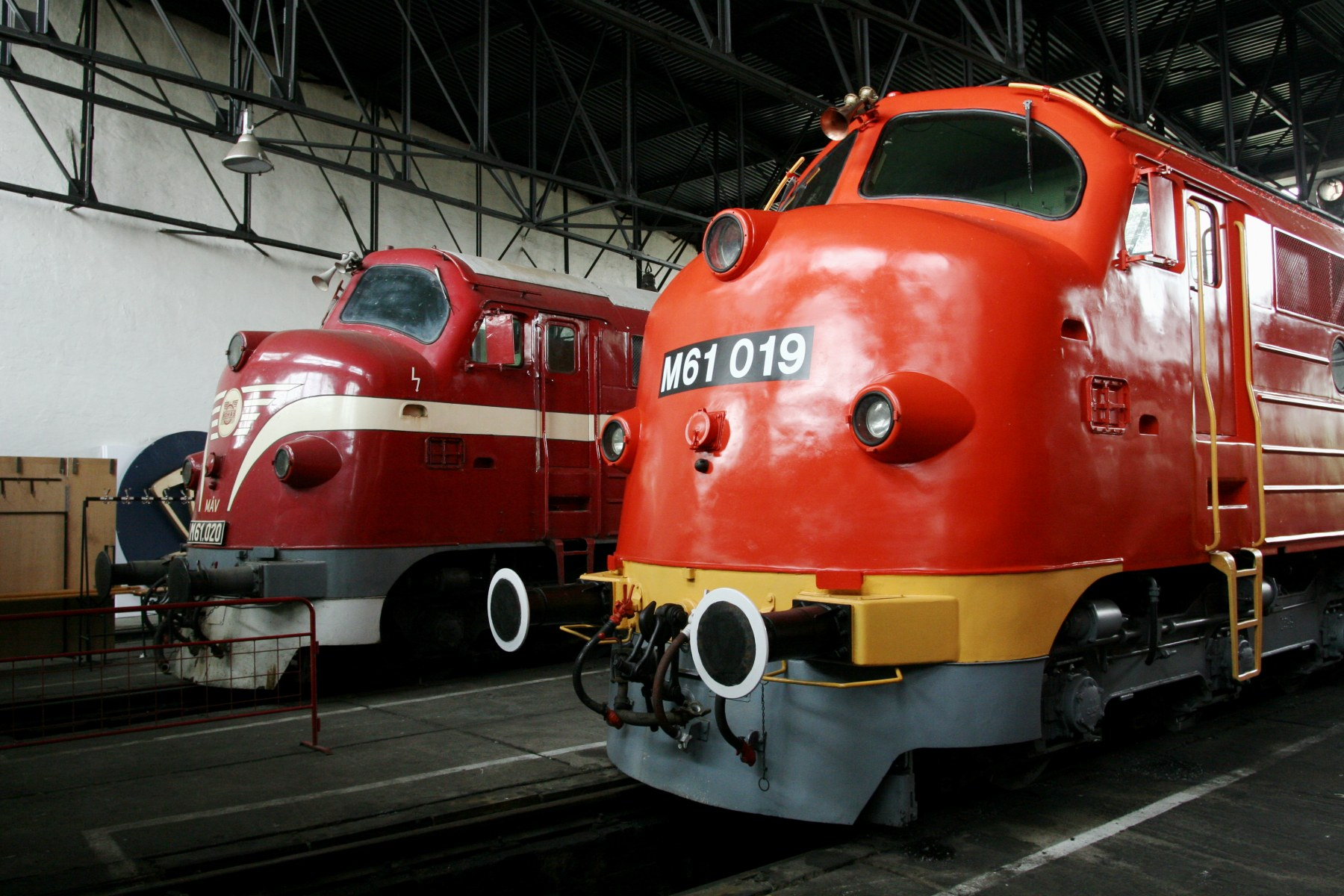
Parata di "NoHAB" ungheresi M61 preservate nel Museo dei trasporti ungherese Fusti

All'inizio degli anni sessanta la General Motors e la NoHAB effettuarono un'operazione promozionale mediante viaggi sulle reti dell'Europa orientale della locomotiva norvegese Di.3 623 in corso di collaudo. La macchina venne anche esposta alla fiera internazionale di Budapest del 1960 suscitando l'interesse delle Ferrovie magiare (MAV). In seguito a varie prove comparative con locomotive similari di costruzione europea le ferrovie di stato ungheresi decisero un ordine di cinque locomotive che poco tempo venne esteso al quantitativo totale di 20 unità. Queste furono uguali al tipo fornito alla Norvegia, con motore tipo 567D1, equipaggiamento elettrico della danese Thrige salvo poche differenze quali il diametro delle ruote maggiore e un serbatoio d'acqua per il riscaldamento a vapore più grande. In conseguenza di ciò furono le macchine, dell'intera famiglia AA16, con il peso assiale più alto, 18,1 t. Le locomotive furono immatricolate nel gruppo MAV M61. Un ulteriore ordine venne "dirottato" per motivazioni economico-politiche verso una macchina similare di costruzione sovietica che costituì il gruppo M62.
Sulla rete magiara le locomotive hanno dato ottima prova di sé trainando treni di ogni categoria. I primi accantonamenti sono iniziati nel 1987 per concludersi nel 2000, tuttavia alcune unità sono state preservate e restaurate in ordine di marcia.

### NoHAB in Kosovo
Dopo la dismissione delle locomotive Di.3, conclusasi nel 2000, le ferrovie norvegesi in seguito all'intervento delle forze di pace internazionali nella ex-Jugoslavia, hanno deciso di donare quattro delle proprie AA16 alle neocostituite Ferrovie del Kosovo. Le "NoHAB" norvegesi hanno affrontato un viaggio che le ha portate a percorrere le linee della Svezia, della Polonia, della Repubblica Ceca, dell'Austria, dell'Ungheria, della Bulgaria e della Grecia, per giungere infine in Macedonia alla frontiera sud della regione in quanto erano impercorribili itinerari più brevi attraverso le zone di conflitto. Nel mese di febbraio del 2001 sono entrate nel territorio del Kosovo. Si trattava delle locomotive Di.3.619 e 633 e delle Di.3b.641 e 643. Nel 2002 per sopperire alle esigenze di ricambi è stata inviata una terza Di.3b.642.

## Le trasformazioni

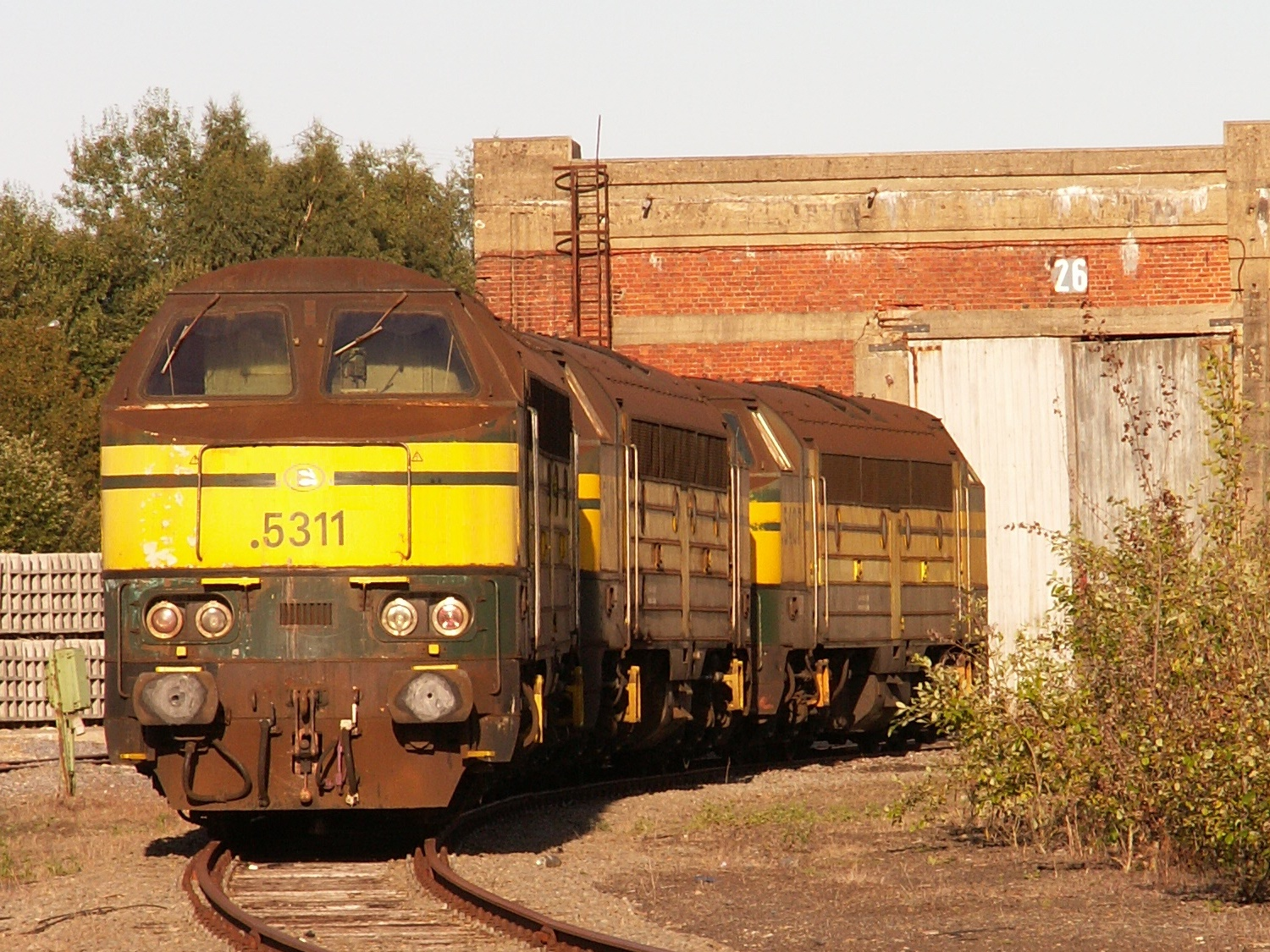
Locomotive SCNB gruppo 53 con cabine di guida modificate in sosta a Stockem nei pressi di Arlon

Solo un certo quantitativo di AA16 è stato oggetto di ammodernamento a partire dal 1979; si tratta di un certo quantitativo di locomotive SNCB che sono state trasformate soprattutto nella carrozzeria. Le cabine sono state sostituite integralmente con cabine di tipo "flottante" per un maggior comfort dei macchinisti. La locomotiva AA16 infatti pregevole sotto l'aspetto dell'affidabilità non lo è mai stata per la sua silenziosità. Le vibrazioni indotte dal grosso motore venivano trasmesse a tutto l'insieme della macchina. Le sospensioni e l'insonorizzazione della nuova cabina ne avrebbero reso più confortevole la condotta. Le nuove cabine hanno tuttavia fatto perdere al rotabile la caratteristica forma a "muso di cane".

## Le "NoHAB" sul mercato dell'usato

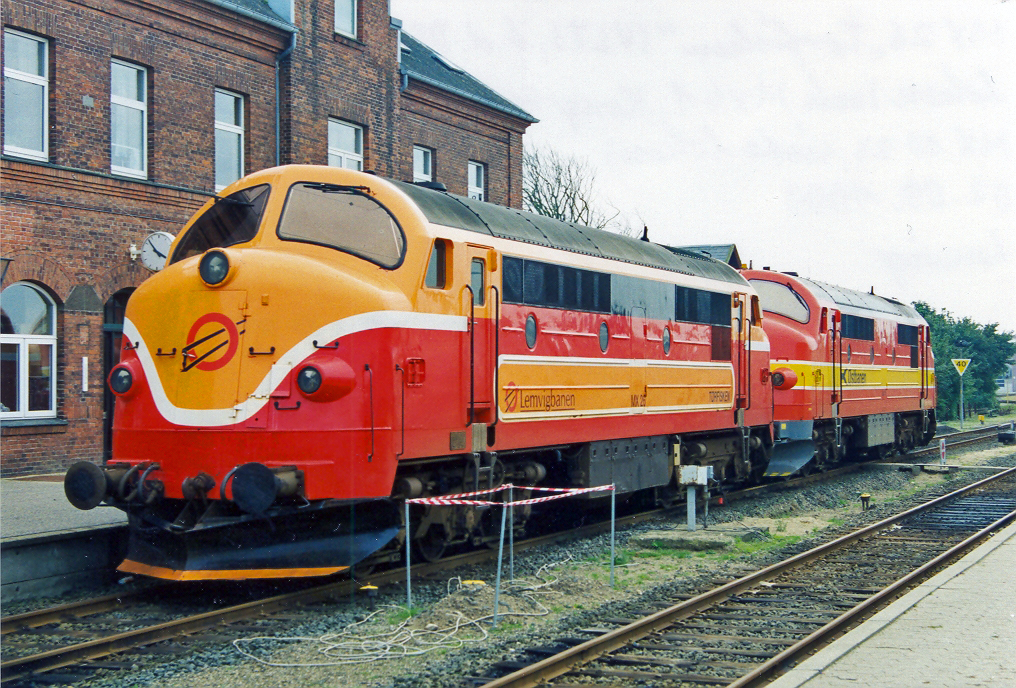
Le locomotive MX 26 ed MX 41 accoppiate a comando multiplo della società ferroviaria privata danese Lemvigbanen

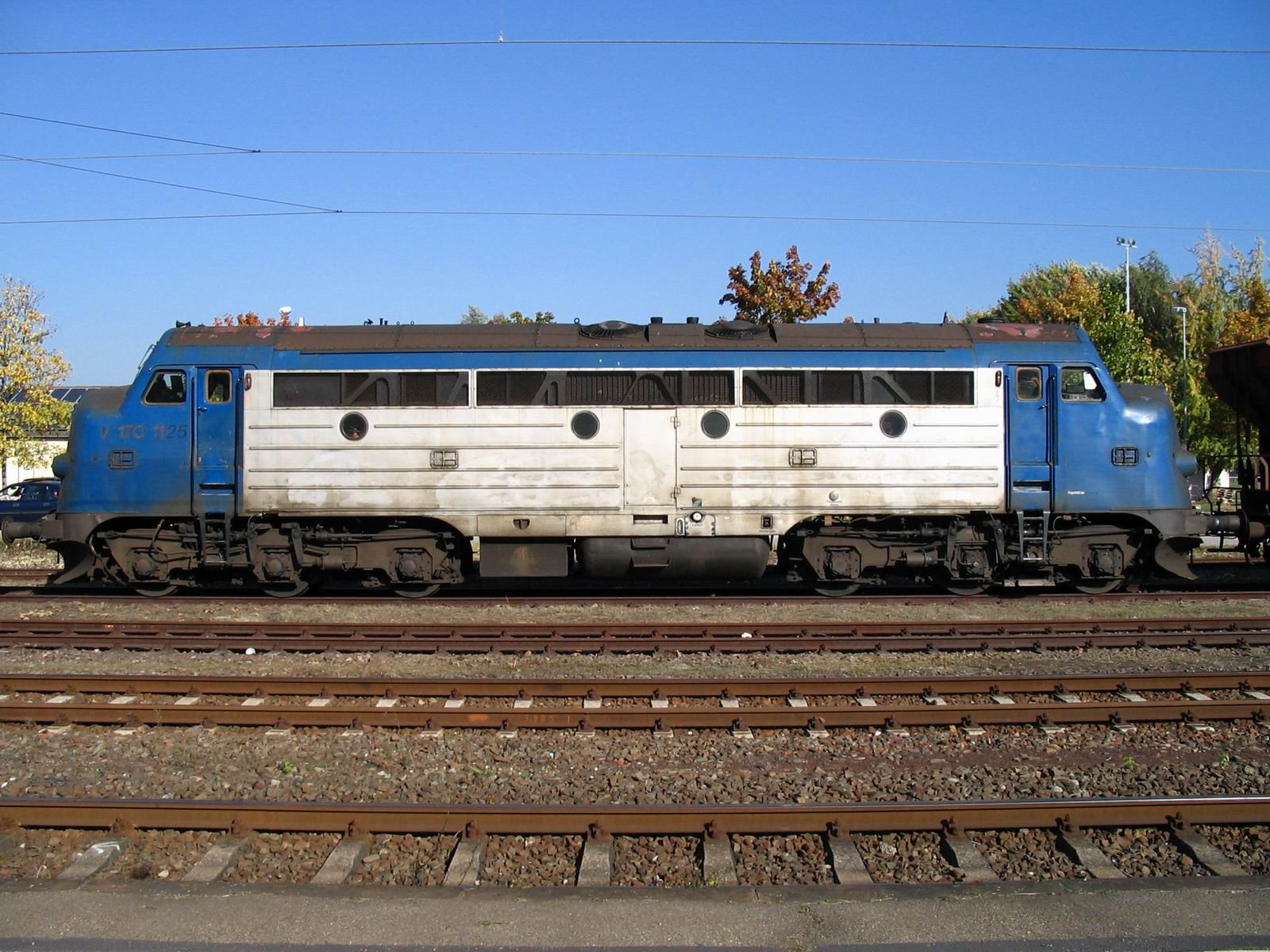
Locomotiva V 170.1125 (ex DSB MY 1125) in sosta nella stazione di Remchingen, in Germania

Lo svecchiamento del parco trazione delle varie ferrovie nazionali che ne erano in possesso ha prodotto l'immissione sul mercato dell'usato di svariate AA16 ancora efficienti o in buone condizioni. La Danimarca è stata tra le prime a mettere in vendita le proprie AA16: sono state cedute ai privati diciassette locomotive del gruppo DSB MX e sei del gruppo MY. Anche alcune società private della Svezia hanno acquistato nove unità del gruppo MX e quattordici di quello MY. La società tedesca "Locomotion Service" ha acquisito cinque unità del gruppo ex DSB MY, reimmatricolandole come VT170 ma mantenendone il vecchio numero, 1125, 1131,1142, 1143 e 1147 mentre altre cinque, le ex MY 1127, 1138, 1149, 1151 e 1155, sono state cedute a una società industriale del settore petrolifero austriaca, la "Gamma Mineral mbH".
Del parco macchine danese sono state demolite 14 locomotive; una, la MY 1135 è stata mantenuta come locomotiva di servizio/laboratorio, mentre le MY 1101 e 1159 sono state preservate funzionanti nel parco storico.
In Italia l'impresa Salvatore Esposito, specializzata in lavori di manutenzione del binario, ha acquistato le quattro macchine ex-norvegesi Di.3.622, 626, 630 e 631 per la trazione dei propri convogli di servizio; la prima della serie, la 622 è stata accantonata per fornire eventuali ricambi.

## Le unità preservate
Trattandosi di una locomotiva atipica per l'Europa, ma rappresentativa di un'epoca per molte amministrazioni ferroviarie, il rotabile ha suscitato l'interesse di molti appassionati e, grazie alle iniziative lungimiranti di alcuni organismi nei vari paesi, si è provveduto a conservare e restaurare alcune unità rappresentative della serie AA16. Alcune sono utilizzate per l'effettuazione di treni "storici" o per manifestazioni a tema ferroviario, altre vengono conservate a scopo museale.
I dati in tabella sono indicativi e soggetti a possibili aggiornamenti.
| Gruppo e numero | Ferrovia di origine | Fabbrica e numero | Anno di fabbricazione | Anno d'accantonamento | Stato attuale | Luogo di residenza                                  |
| --------------- | ------------------- | ----------------- | --------------------- | --------------------- | ------------- | --------------------------------------------------- |
| M61.001         | MAV                 | NoHAB n. 2546     |                       |                       | funzionante   | ?                                                   |
| M61.002         | MAV                 | NoHAB n. 2547     |                       |                       | funzionante   | Museo DSB                                           |
| M61.019         | MAV                 | NoHAB n. 2594     |                       |                       | statica       | Fondazione NoHAB                                    |
| M61.010         | MAV                 | NoHAB n. 2555     |                       |                       | funzionante   | rimessa di Budapest Keleti, conto Fondazione NoHAB, |
| M61.020         | MAV                 | NoHAB n. 2595     |                       |                       | funzionante   | Museo ferroviario "Füsti" di Budapest               |
| MY 1101         | DSB                 | NoHAB n. 2242     | 1954                  |                       | funzionante   | Museo DSB                                           |
| MY 1112         | DSB                 | NoHAB n. 2326     |                       |                       | statica       | Museo DSB                                           |
| MY 1129         | DSB                 | NoHAB n. 2370     |                       |                       | statica       | Esposta all'esterno Museo di Odense                 |
| MY 1135         | DSB                 | NoHAB n. 2376     |                       |                       | funzionante   | Museo DSB                                           |
| MY 1159         | DSB                 | NoHAB n. 2610     | 1965                  |                       | funzionante   | Museo DSB                                           |
| MX 1101         | DSB                 | NoHAB n. 2441     |                       |                       | funzionante   | Museo DSB                                           |
| 204.004         | SNCB                | AFB n. 163        |                       |                       | funzionante   | Museo SNCB (?)                                      |
| Di.3.602        | NSB                 | NoHAB n. 2246     |                       |                       | funzionante   | Museo NSB                                           |
| Di.3.603        | NSB                 | NoHAB n. 2339     |                       |                       | statica       | esposizione                                         |
| Di.3.610        | NSB                 | NoHAB n. 2393     |                       |                       | ?             | ?                                                   |
| Di.3.616        | NSB                 | NoHAB n. 2399     |                       |                       | funzionante   | Museo NSB                                           |

## Caratteristiche generali delle AA16
Le locomotive AA16 sono la riedizione europea di un progetto dell'industria statunitense d'anteguerra della Electro Motive Corporation (poi EMD di General Motors). Il loro punto di forza è stata l'affidabilità anche in severe condizioni di esercizio e ciò è dovuto in buona parte proprio allo loro semplicità di concezione. Essenzialmente le locomotive sono costituite da un motogeneratore costituito da un grosso motore Diesel lento a cui è accoppiata una generatrice di corrente continua a 850 volt. I motori di trazione sono elettrici con eccitazione in serie e, in numero di quattro nella configurazione di rodiggio (A1A)(A1A), e in numero di sei nella configurazione Co'Co'.
La loro massa, intorno a 100 e più tonnellate, ha reso necessario l'uso del carrello triassiale in modo da permetterne la circolabilità anche nelle linee di basso peso lineare. Anche il circuito di trazione è essenziale in quanto prevede solo due combinazioni dei motori, in serie o in parallelo. La velocità delle varie versioni "ognitempo" è di soli 105 km/h e la maggiore velocità di alcune rare versioni, 140 km/h, è ottenuta mediante l'adozione di un rapporto di trasmissione lungo.

### Parte meccanica
La meccanica della locomotiva AA16 era di produzione strettamente statunitense e si basava su un collaudatissimo motore a bassa velocità concepito dalla General Motors/Winton-EMC per molteplici applicazioni, con le dovute operazioni di adattamento, come motore per impiego marino su natanti di ogni tipo e per applicazioni fisse. Per le installazioni su imbarcazioni veniva fornito con ampie coppe dell'olio per compensare gli scuotimenti e il rollio dovuti alla navigazione. Veniva costruito a seconda delle esigenze con verso di rotazione destrorso o sinistrorso.

#### Il motore EMD 567

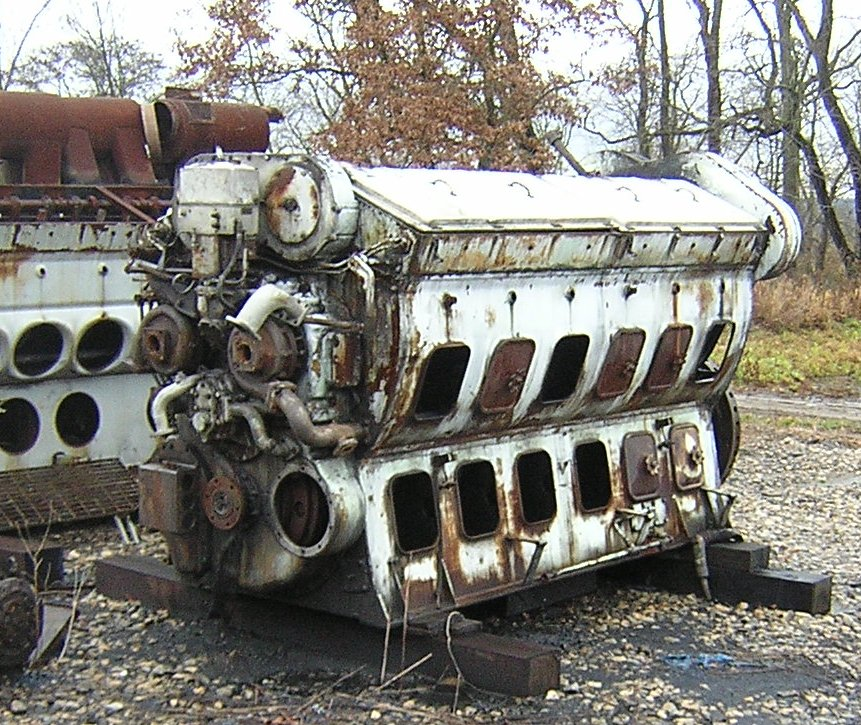
Un motore tipo 567B a 12 cilindri, smontato, in disuso

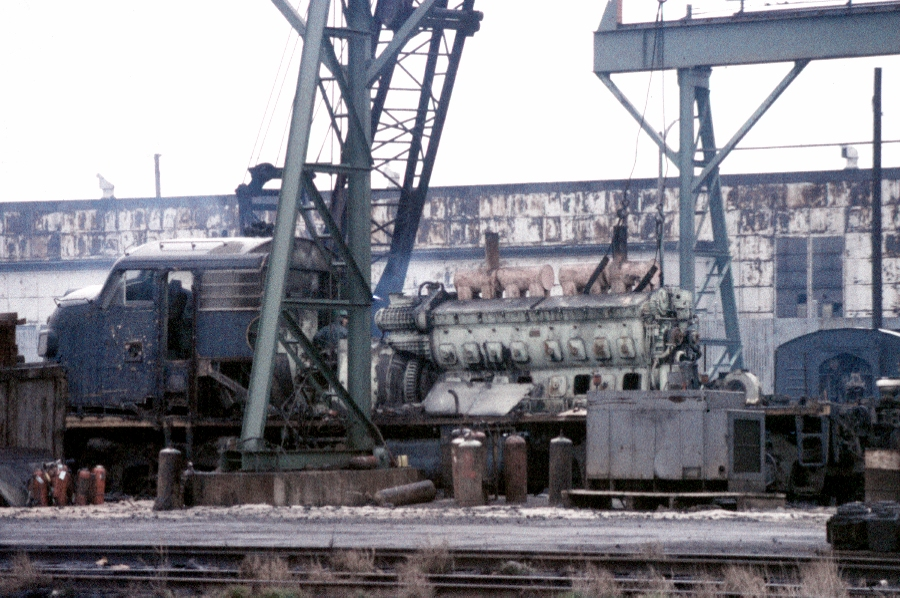
Locomotiva EMD tipo F7 in corso di demolizione: è visibile il blocco motore 567B, a 16 cilindri,ancora in sede

Il motore Diesel serie 567 è il "cuore" di tutto il progetto AA16; è stato prodotto in migliaia di esemplari per equipaggiare le locomotive GM/EMD tra il 1938 e il 1966. Il nome "567" attribuito al motore è in realtà il valore della cubatura di ciascun cilindro, il cui diametro è di 8 1/2 pollici (216 mm) e la cui corsa è di 10 pollici (254 mm), con un conseguente valore di 567 pollici cubici (9292 cm³) di cilindrata. Di concezione modulare, era disponibile in varie configurazioni a "V", con inclinazione di 45°, da 6 a 16 cilindri e con esso la EMD conquistò una grossa fetta di mercato statunitense e internazionale. Nelle versioni europee vennero adoperate le versioni, 567B, 567C, 567D1 e 567E, esclusivamente a 16 cilindri (salvo che nelle locomotive danesi del gruppo MX nelle quali venne adoperato il motore a 12 cilindri) e nessuno di essi turbocompresso.
La struttura del motore è costituita essenzialmente da un basamento in acciaio saldato su cui vengono montati i singoli blocchi cilindri nella quantità prevista in fase di costruzione. Tale configurazione permette un facile smontaggio in caso di riparazione che coinvolga il singolo cilindro o pistone in avaria.
(567 pollici cubici per cilindro)
| Modello | Vel. g/m | Tipologia | Periodo costruzione         | Rapp. compressione | Potenza (kW)                  | Montato su locomotive |
| ------- | -------- | --------- | --------------------------- | ------------------ | ----------------------------- | --- |
| 567B    | 800      | aspirato  | luglio 1945-marzo 1954      | 16:1               | 1250                          | DSB MV 1101-1105 NSB Di.3.602 (in origine)                                                                                      |
| 567C    | 800 835  | aspirato  | marzo 1953-febbraio 1966    | 16:1               | 1265 1400 1285 1435 1050 1305 | SNCB 202.001-018, 203.001-018 SCNB 204.001-004 CFL 1601-1604 DSB MY 1106-1144 DSB MX 1001-1020 NSB Di.3a.602-623, Di.3b.641-643 |
| 567D1   | 835      | aspirato  | dicembre 1959-novembre 1965 | 20:1               | 1435 1065 1305 1435           | DSB MY 1145-1159 DSB MX 1021-1045 NSB Di.3a.624-629 MAV M61.001-020                                                             |
| 567E    | 835      | aspirato  | febbraio 1966-aprile 1966   | 16:1               | 1305                          | NSB Di.3a.630-633 |

#### Il telaio e la cassa
La struttura della locomotiva è del tipo autoportante costruita con lamiere di acciaio scatolate e saldate; costituiscono in tal modo una struttura leggera e robusta. Le fiancate sono in lamiera con ampie nervature longitudinali e contribuiscono alla solidità della struttura. La lunghezza complessiva raggiunge i 18,9 m con una punta di 19,007 m nel caso delle CFL 1600. La larghezza, uguale in tutte le versioni è di 2.920 mm, più stretta per ragioni di sagoma UIC rispetto alle locomotive F7 ed F9 da cui deriva. L'altezza varia tra 4.240 mm delle macchine SCNB e CFL e i 4.300 mm delle MAV 61.
L'insieme meccanico della cassa autoportante poggia mediante due ralle, poste al centro di ciascun carrello, sulle traverse oscillanti (travi oscillanti).
Le cabine di guida sono due in tutte le versioni prodotte e in ciò differiscono dalle "sorelle" statunitensi in quanto queste sono state prodotte in massima parte con una sola cabina di guida (unità "A") o senza cabine di guida nel caso delle unità "B" da accoppiare in permanenza ad una "A" per poter essere impiegate. Altra differenza, rispetto alle GM-EMD F7/F9, che ha comportato un irrobustimento delle traverse di testa del telaio, è quella relativa all'applicazione dei respingenti e del gancio di trazione a vite in sostituzione del gancio automatico centrale previsto nei progetti originali.
Le parti di estremità sono arrotondate e terminano con un cofano, anteriormente al posto di guida, arrotondato che ricorda vagamente il muso di un cane bulldog; detto cofano è sormontato dai due parabrezza obliqui delle cabine la cui forma rastremata all'esterno verso il basso ne ricorda gli "occhi"; ciò ha valso loro il nomignolo di muso di cane nelle varie lingue (in Germania, Rundnasen o Rundsnuder). La parte frontale, al centro del "muso", è dotata di porte di intercomunicazione per permettere il passaggio da un'unità all'altra in caso di accoppiamento a comando multiplo o con il materiale rimorchiato in caso di necessità di servizio. Le porte sono state soppresse nelle Di.3 fornite alla Norvegia in quanto fonti di rientro d'aria gelida durante la marcia. Le cabine di guida sono dotate di due porte di accesso ciascuna, una per lato, previste in origine ma eliminate nelle predette unità norvegesi. La cassa risulta divisa in tre ambienti fondamentali; l'area centrale che contiene il gruppo motore-generatore e gli ausiliari (compressori d'aria, ventilatori e radiatori di raffreddamento) e le due cabine di guida divise in, cabina e posto di manovra e cofano anteriore di estremità con passaggio di intercomunicazione verso l'esterno. Una particolarità presente solo sulle quattro unità lussemburghesi (CFL 1600) è il posto di guida a destra.
Parte dell'imperiale è asportabile per manutenzione o smontaggio delle parti più grosse quali il blocco motore, la generatrice o altri organi accessori.
Nella parte sottostante la cassa, tra i carrelli trovano posto, il vano batterie, i serbatoi del gasolio e i serbatoi dell'aria compressa per i servizi e per l'impianto frenante. Indicatori di livello del carburante e i bocchettoni di immissione trovano posto in ambedue i lati sottostanti.
Nel comparto centrale è allocato, in posizione centrale, il blocco motore "567" e il sistema di raffreddamento; un comparto elettrico contenente le parti a tensione elevata è posto tra motore e cabina anteriore di guida mentre il lato opposto, verso la cabina posteriore, è occupato dalla caldaia a gasolio per il riscaldamento carrozze, dai serbatoi dell'acqua necessaria nonché dal generatore per il riscaldamento elettrico carrozze (ove installato).

#### I carrelli
La differenza più appariscente tra le locomotive statunitensi e quelle "europee" riguarda proprio i carrelli delle locomotive costruite da AFB e da NoHAB; le macchine americane infatti hanno due carrelli a due assi ciascuno, quelle del progetto AA16 hanno invece due carrelli a tre assi ciascuno. Le motivazioni vanno cercate essenzialmente nella massa della locomotiva che supera in quasi tutte le versioni le 100 tonnellate raggiungendo, nel caso delle MAV 61, addirittura 108,6 t in assetto di servizio. Quasi nessuna delle linee europee sarebbe stata in grado di sopportare senza pesanti limitazioni di velocità e di circolabilità un carico di 25 t per asse pertanto nel proporre, nell'immediato dopoguerra la locomotiva alle varie ferrovie europee la GM/EMD approntò la versione a sei assi in modo da mantenere il peso per asse del rotabile entro le 18 t. Il carrello venne proposto in due varianti, a sei assi motori (rodiggio Co' Co') o a quattro assi motori. In quest'ultimo caso ogni carrello aveva l'asse centrale portante e i due assi estremi motori (rodiggio A1A-A1A).
La struttura del carrello è differente in base alla sua origine; i carrelli costruiti dalla Anglo-Franco-Belga hanno la struttura principale realizzata in fusione mentre quelli NoHAB sono costruiti in lamiera scatolata e saldata.
Ciascun carrello monta gli assali a una distanza reciproca di 2.000 mm; le ruote hanno il diametro di 1.016 mm sulle Di.3 norvegesi (uguale a quello delle F7/F9 di origine). Hanno un diametro di poco inferiore, 1.015 mm sulle locomotive danesi (DSB MV, MX, MY) e del diametro ancora inferiore, 1.010 mm sulle locomotive del Belgio e del Lussemburgo. Fanno eccezione le locomotive ungheresi (MAV 61) che presentano il massimo valore di 1.040 mm di diametro.
La sospensione primaria è costituita da molle ad elica mentre quella secondaria è costituita da quattro molle elicoidali, due per lato, che sostengono la trave oscillante, a forma di "H", che supporta la ralla centrale.

#### La cabina di guida

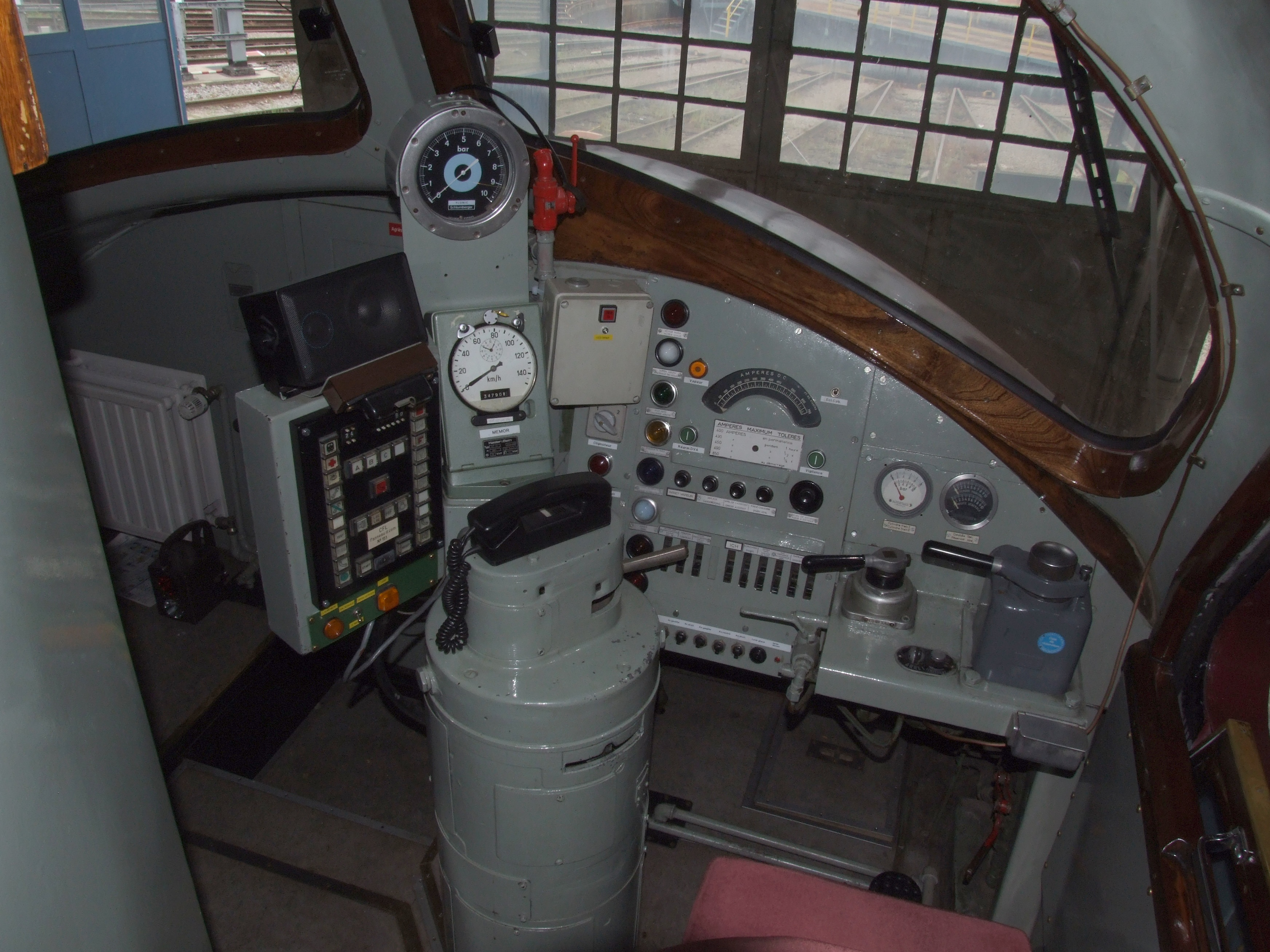
Posto di guida (a destra) della locomotiva CFL 1604

Le cabina di guida sono poste alle due estremità della locomotiva. Il "muso" anteriore è studiato per offrire una protezione al macchinista in caso di collisione. Il posto di guida è situato superiormente rispetto al piano complessivo del rotabile fornendo una buona visibilità. La disposizione degli strumenti di controllo segue di massima la stessa configurazione delle EMD ed è in un certo qual modo ergonomica.
A sinistra del sedile trovano posto l'acceleratore e l'invertitore. Coassiale alla leva dell'acceleratore si trova il volantino a ruota dell'acceleratore, posto sulla parte superiore della scatola di controllo nelle AA16 costruite per l'Ungheria. Il quadro strumenti riporta l'amperometro della generatrice principale, il manometro della pressione dell'aria e vari interruttori.
A destra del sedile del macchinista trovano posto le manopole del freno automatico e del freno diretto, il pulsante della tromba, quello della sabbiera e il pulsante del dispositivo di controllo della vigilanza. Il pedale del dispositivo uomo morto è montato davanti al sedile.
Ciascun parabrezza è dotato di un tergicristallo pneumatico e di una coppia di alette parasole. Grandi specchi retrovisori regolabili sono montati ai lati dei finestrini laterali. Il sedile del macchinista è imbottito e regolabile sia orizzontalmente che verticalmente. Un piccolo scrittoio con un altro sedile e una piastra di cottura elettrica sono montati sul lato del secondo agente di macchina.

#### L'impianto frenante
L'impianto frenante principale della locomotiva è quello tradizionale ad aria compressa della Westinghouse. L'aria compressa necessaria viene prodotta da un compressore azionato dallo stesso asse motore e pertanto sempre in funzione. Le locomotive sono dotate anche di un freno diretto ad aria compressa per l'uso sul solo mezzo di trazione e su quelli eventualmente accoppiati e di un freno a mano azionabile da ciascuna cabina di guida con azione sul carrello sottostante.
Il freno ad aria compressa agisce per mezzo di ceppi che vengono serrati, su ciascuna ruota, da puntoni azionati da cilindri, uno per ciascuna ruota per un totale di sei cilindri-freno per carrello.
Le locomotive AA16 sono state previste, in sede di progetto, anche con il freno elettrico a dissipazione su reostato posto sull'imperiale delle macchine. Tuttavia solo le ferrovie del belgio (SCNB) lo hanno richiesto per le proprie serie 202 e 203 (in tutto 36 locomotive). La maggior parte delle compagnie committenti ha preferito non accogliere l'opzione ripiegando sul tradizionale freno continuo automatico ad aria compressa in uso in tutto il continente europeo. Il reostato del freno elettrico, applicato sul tetto delle locomotive veniva raffreddato ad aria soffiata da un ventilatore sottostante montato in corrispondenza che si aggiungeva ai due previsti per il raffreddamento dell'acqua dei radiatori.

### Parte elettrica

#### Il generatore di corrente
Parte essenziale per la produzione dell'energia elettrica necessaria per l'alimentazione dei motori è il generatore; si tratta di una dinamo di potenza elevata per la fornitura di corrente continua a 600 volt. I tipi utilizzati nella costruzione delle locomotive tipo AA16 (ed AA12) sono, a seconda delle forniture e dei modelli di locomotiva, D12, D14, D22, D25, D32 in parte costruiti direttamente dalla sede statunitense della EMD e, per quanto riguarda le locomotive danesi (DSB), dalla belga Thrige e per le locomotive norvegesi (NSB) dalla svedese ASEA su licenza EMD.
Il generatore principale è direttamente accoppiato mediante flangia al motore Diesel e pertanto ne segue il regime di rotazione. Un secondo generatore di corrente ausiliario è direttamente collegato al generatore principale ed ha lo scopo di alimentare i servizi, i servomeccanismi, le luci e tutto ciò che richiede l'elettricità per il suo funzionamento a bordo.
Il generatore viene utilizzato come motore per l'avviamento del diesel mediante un dispositivo che ne configura l'eccitazione.

#### Motori di trazione
I motori elettrici di trazione, previsti in numero di quattro, uno per asse, nelle locomotive di origine F7 ed F9, sono stati aumentati a sei (sempre uno per asse) nella versione europea AA16. Fanno eccezione, una serie di tre unità pensata in origine per le ferrovie finlandesi e poi venduta a quelle norvegesi ove venne immatricolata come gruppo Di.3b.641-643 e tutte le locomotive consegnate alle ferrovie della Danimarca (gruppi MY, MX, MV). I motori di queste erano del tipo D19 costruiti dalla fabbrica danese Thrige su licenza EMD mentre quelli delle norvegesi Di.3b erano del tipo D47. I motori delle locomotive SCNB (Ferrovie del Belgio) e CFL (Ferrovie del Lussemburgo) erano costruiti nei Paesi Bassi dalla fabbrica Smit su licenza della EMD.

#### Il circuito di trazione
La configurazione adottata per il circuito di trazione è stata simile a quella delle "sorelle", di costruzione USA, GM-EMD. Quattro o sei motori collegati in serie-parallelo all'avviamento e in marcia a bassa velocità e in parallelo per la corsa veloce. Quattro gradi di shuntaggio permettevano di ottenere le caratteristiche di velocità intermedie.